# پرویز کریمی
پرویز کریمی (زاده ۱ فروردین ۱۳۶۵ - رودان) یک دروازه‌بان اهل رودان است که برای باشگاه فوتبال شهرداری همدان در جام آزادگان (دسته دو) بازی می‌کند.
وی سابقه بازی در تیم‌های تربیت یزد، شهرداری بندرعباس، استقلال خوزستان و استقلال اهواز، گل‌گهر سیرجان و ماشین‌سازی را دارد.
پیش‌تر پرویز کریمی در ۲۳ بازی تیم استقلال خوزستان در لیگ پانزدهم به میدان رفت و ۲۰۰۱ دقیقه بازی کرد.